# Kate Magowan

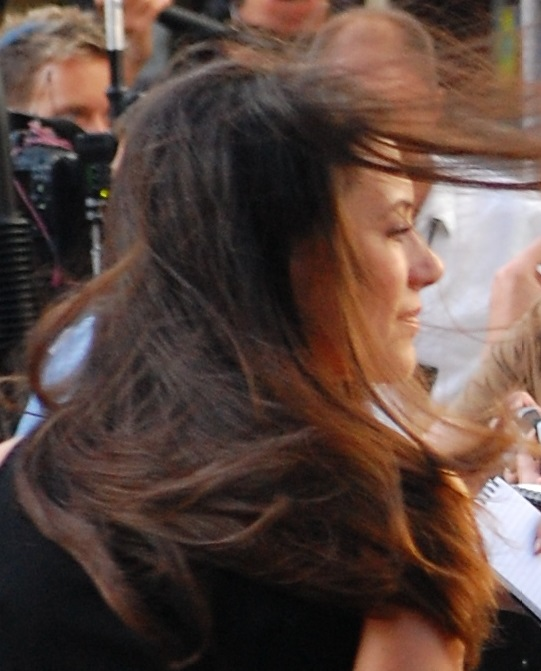
Kate Magowan bei der europäischen Premiere von The Dark Knight (2008)

Katie Victoria „Kate“ Magowan (* 1. Juni 1975 in Harrow, London) ist eine britische Schauspielerin.

## Leben und Karriere
Magowan ist eine Absolventin des Londoner The Actors Institute. Ihr Bühnendebüt gab sie in der Produktion Top Girls von Caryl Churchill.
Magowan heiratete im April 2004 ihren Landsmann und Schauspielkollegen John Simm im Forest of Dean in der Grafschaft Gloucestershire. Das Paar hat einen Sohn (* 2001) und eine Tochter (* 2007). Magowan und Simm hatten gemeinsame Auftritte in mehreren Filmen wie 24 Hour Party People (2002) oder dem preisgekrönten Kurzfilm Devilwood (2006).

## Filmografie (Auswahl)
- 2000: Es war ein Unfall (It Was an Accident)
- 2001: Is Harry on the Boat?
- 2002: 24 Hour Party People
- 2004: It’s All Gone Pete Tong
- 2006: Devilwood (Kurzfilm)
- 2006: Streets of London – Kidulthood (Kidulthood)
- 2007: Der Sternwanderer (Stardust)
- 2008: New Tricks – Die Krimispezialisten (New Tricks)
- 2008: Tuesday
- 2009: Stowaway
- 2010: 4.3.2.1
- 2011: A Lonely Place to Die – Todesfalle Highlands (A Lonely Place to Die)
- 2012: Silent Witness (Fernsehserie, 2 Folgen)
- 2012: Elfie Hopkins
- 2012: Outside Bet
- 2013: The Fall of the Essex Boys
- 2014: Plastic – Someone Always Pays (Plastic)
- 2015: Winter
- 2015: Spotless (Fernsehserie, 10 Folgen)
- 2020: Fame Disease (Fernsehserie, 2 Folgen)
- 2020: The Accidental Medium (Fernsehserie, 5 Folgen)
- 2020: The Doll Maker (Fernsehserie, 5 Folgen)